# Ken LeBlanc
Kenneth P. L. „Ken” LeBlanc (ur. 13 lutego 1968 w Ottawie) – kanadyjski bobsleista, brązowy medalista mistrzostw świata.

## Kariera
Największy sukces w karierze osiągnął w 1999 roku, kiedy wspólnie z Pierre'em Luedersem, Benem Hindle i Mattem Hindle zajął trzecie miejsce w czwórkach podczas mistrzostw świata w Cortina d'Ampezzo. Był to jego jedyny medal wywalczony na międzynarodowej imprezie tej rangi. W 1988 roku na wystartował na igrzyskach olimpijskich w Calgary, zajmując piętnaste miejsce w czwórkach. Na rozgrywanych cztery lata później igrzyskach w Albertville jego osada zajęła czwartą pozycję. Kanadyjczycy przegrali tam walkę o podium z reprezentacją Szwajcarii o 0,11 sekundy. Brał także udział w igrzyskach olimpijskich w Salt Lake City 2002 roku, zajmując dziewiątą pozycję.